# Nicola Bartolini
Nicola Bartolini (Cagliari, 7 de fevereiro de 1996) é um ginasta artístico italiano, campeão mundial de solo.
Foi medalhista de bronze no solo no Campeonato Europeu de Ginástica Artística de 2021 em Basileia, ficando atrás do russo Nikita Nagornyy e do suíço Benjamin Gischard, ouro e prata respectivamente. No Campeonato Mundial do mesmo ano tornou-se o primeiro italiano campeão no solo com uma pontuação final de 14.800.